# I Mari con Nemo e Amici
I Mari con Nemo e Amici è un acquario statunitense, istituito nel 1986, nella città di Bay Lake, in Florida; è inoltre un parco aperto nel complesso dei quattro parchi del Walt Disney World Resort.